# Herb gminy Wejherowo
Herb gminy Wejherowo – symbol gminy Wejherowo, ustanowiony w 1993. Jego autorem jest Marian Adamczyk z Władysławowa.

## Wygląd i symbolika
Herb przedstawia na tarczy typu francuskiego nowoczesnego, podzielonej na trzy części w rosochę na opak, po prawej stronie, na złotym polu, gryfa pomorskiego – jest to nawiązanie do herbu Kaszub. Po lewej stronie, na czerwonym polu, umieszczono trzy róże i dwa pasy z trzema zębami (symbolizującymi szczęki wilka) od wewnętrznej strony w kolorze srebrnym. Elementy te pochodzą z herbu rodu Wejherów. W dolnej części, na ciemnoniebieskim tle, widać czerwony krzyż maltański z białą różą w środku i otoczony złotym wieńcem z liści wawrzynu. Ten symbol, choć w odmiennych barwach, widnieje w herbie Wejherowa.
W 2012 Komisja Heraldyczna ogłosiła, że herb gminy Wejherowo jest niezgodny z zasadami polskiej heraldyki. W uzasadnieniu podano tarczę francuską, wprowadzoną w Polsce w czasach zaboru rosyjskiego, podział tablicy w odwróconą rosochę oraz umieszczenie jednocześnie elementów herbu: wojewódzkiego, miejskiego i szlacheckiego (jest to związane z heraldyką niemiecką). Do 2014 (80. rocznicy powstania gminy) planowano go wymienić na inny, do dzisiaj jednak pozostaje jej oficjalnym symbolem.